# Aontenaa
Aontenaa (auch: Aontena Gilberts) ist ein Ort im nördlichen Teil des pazifischen Archipels der Line Islands nahe dem Äquator im Staat Kiribati. 2020 wurden 256 Einwohner gezählt.

## Geographie
Aontenaa liegt zusammen mit Paelau und Terine (Tenenebo) im Südwesten des Atolls Tabuaeran. Im Osten liegt Torea Torea Point in der Lagune.

## Klima
Das Klima ist tropisch heiß, wird jedoch von ständig wehenden Winden gemäßigt. Ebenso wie die anderen Orte der nördlichen Line Islands wird Aontenaa gelegentlich von Zyklonen heimgesucht.